# Милош Васић (веслач)
Милош Васић (Мали Зворник, 10. јануар 1991), српски веслачки репрезентативац.
На Европском првенству 2012. у Пољској освојио је бронзану медаљу у четверцу без кормилара. Представљао је Србију на Олимпијским играма 2012. у истој дисциплини и заузео је 10. место. На Светском првенству до 23 године 2013. освојио је бронзану медаљу у двојцу без кормилара. Године 2015. у двојцу без кормилара освојио је бронзану медаљу на Европском и Светском првенству и квалификовао се за Олимпијске игре 2016.
Тренутно живи у Београду. Члан је веслачког клуба Партизан.
Ожењен је српском кошаркашицом, Соњом Петровић.